# Meranti Barat
Meranti Barat is een bestuurslaag in het regentschap Toba Samosir van de provincie Noord-Sumatra, Indonesië. Meranti Barat telt 88 inwoners (volkstelling 2010).